# Санкт-Петербургский государственный институт психологии и социальной работы
Государственное образовательное учреждение высшего профессионального образования «Санкт-Петербургский государственный институт психологии и социальной работы». Основано в 1992 году решением Администрации Санкт-Петербурга (распоряжение главы Василеостровской районной администрации Мэрии Санкт-Петербурга от 10.04.1992 года № 174а-р), в настоящий момент подведомствено Комитету по социальной политике Санкт-Петербурга.
Главное здание вуза расположено в объекте культурного наследия - Доме Упатчева.

## История
История института началась в апреле 1992 года, когда по инициативе профессора Юрия Петровича Платонова было принято решение Мэрии Санкт-Петербурга о создании специализированного высшего учебного заведения для подготовки кадров по специальности «Социальная работа». В течение первых лет своего динамичного существования институт трансформировался в Санкт-Петербургский государственный институт психологии и социальной работы (СПбГИПСР), ставший первым специализированным вузом психолого-социального профиля в Северо-Западном регионе.

## Программы образования
В СПбГИПСР в качестве приоритетной была выбрана гуманистическая парадигма образования, обеспечивающая возможности для самореализации личности в условиях профессионального образования.
Основные направления исследований:
- стареющее население,
- различные формы девиаций среди молодёжи,
- безнадзорность и бездомность,
- подготовка практических психологов для специализированных учреждений и организаций города.

### Психология
В институте по направлению «Психология» обучение ведется в соответствии с Федеральным государственным образовательным стандартом высшего профессионального образования по направлению подготовки «психология» 030300.62.
Образовательные траектории
| Психология - уровень программы: бакалавриат - базовое высшее образование - срок обучения: 4 года - один диплом: диплом о высшем образовании | Психология управления персоналом - уровень программы: бакалавриат + профессиональная переподготовка - базовое высшее образование + переподготовка - срок обучения: 4 + 1 (5 лет) - два диплома: диплом о высшем образовании, диплом о профессиональной переподготовке | Организационная психология - уровень программы: бакалавриат + профессиональная переподготовка - базовое высшее образование + переподготовка - срок обучения: 4 + 1 (5 лет) - два диплома: диплом о высшем образовании, диплом о профессиональной переподготовке | Психологическое консультирование - уровень программы: бакалавриат + магистратура - высшее образование - срок обучения: 4 + 2 (6 лет) - два диплома: диплом о высшем образовании (с присвоением степени бакалавр), диплом о высшем образовании (с присвоением степени магистр) | Психология здоровья - уровень программы: бакалавриат + магистратура - высшее образование - срок обучения: 4 + 2 (6 лет) - два диплома: диплом о высшем образовании (с присвоением степени бакалавр), диплом о высшем образовании (с присвоением степени магистр) |

### Социальная работа
В институте по направлению «Социальная работа» обучение ведется в соответствии с Федеральным государственным образовательным стандартом высшего профессионального образования по направлению подготовки «социальная работа»  040400.62.
Образовательные траектории
| Социальная работа в системе социальных служб - уровень программы: бакалавриат - базовое высшее образование - срок обучения: 4 года - один диплом: диплом о высшем образовании (с присвоением степени бакалавр) | Социальная работа в системе некоммерческих организаций - уровень программы: бакалавриат - базовое высшее образование - срок обучения: 4 года - один диплом: диплом о высшем образовании (с присвоением степени бакалавр) | Психолого-социальная работа в здравоохранении - уровень программы: бакалавриат + профессиональная переподготовка - базовое высшее образование + переподготовка - срок обучения: 4 + 1 (5 лет) - два диплома: диплом о высшем образовании, диплом о профессиональной переподготовке | Практическая психология в социальной сфере - уровень программы: бакалавриат + профессиональная переподготовка - базовое высшее образование + переподготовка - срок обучения: 4 + 1 (5 лет) - два диплома: диплом о высшем образовании и диплом о профессиональной переподготовке | Психолого-социальная работа с семьей - уровень программы: бакалавриат + магистратура - высшее образование - срок обучения: 4 + 2 (6 лет) - два диплома: диплом о высшем образовании (с присвоением степени бакалавр), диплом о высшем образовании (с присвоением степени магистр) | Психолого-социальная работа с населением - уровень программы: бакалавриат + магистратура - высшее образование - срок обучения: 4 + 2 (6 лет) - два диплома: диплом о высшем образовании (с присвоением степени бакалавр), диплом о высшем образовании (с присвоением степени магистр) |

## Структура
Институт осуществляет свою деятельность в соответствии с Уставом. Структура Института определяется внутренними локальными нормативными актами.
 Факультеты 
- Психолого-социальной работы
- Прикладной психологии
- Прикладной психологии по направлению конфликтология

Кафедры 
- Теории и технологии социальной работы (Заведующий кафедрой проф. Платонова Н. М.)
- Психологии здоровья и развития (Заведующий кафедрой проф. Никифоров Г. С.)
- Психологического консультирования (Заведующий кафедрой доц. Киселева М. В.)
- Педагогической антропологии, гендерологии и фамилистики (Заведующий кафедрой проф. Гинецинский В. И.)
- Прикладной конфликтологии и девиантологии (Заведующий кафедрой проф. Змановская Е. В.)
- Общей и дифференциальной психологии. (Заведующий кафедрой доц. Яковлева И. В.)
- Прикладной социальной и организационной психологии (Заведующий кафедрой проф. Платонов Ю. П.)
- Психофизиологии и ВНД (Заведующий кафедрой доц. Новикова И. А.)
- Философии, культурологи и иностранных языков (Заведующий кафедрой проф. Клюев А. С.)
- Математики и информатики (Заведующий кафедрой доц. Авдеев А. Б.)